# Джейн Сваджерті
Джейн Сваджерті (англ. Jane Swagerty, 30 липня 1951) — американська плавчиня.
Призерка Олімпійських Ігор 1968 року.